# Thanh Điền, Lệ Thủy
Thanh Điền (tiếng Trung: 青田縣, Hán Việt: Thanh Điền huyện) là một huyện thuộc địa cấp thị Lệ Thủy, tỉnh Chiết Giang, Cộng hòa Nhân dân Trung Hoa. Huyện này có diện tích 2484 km2, dân số 470.000 người. Mã số bưu chính là 323900. Huyện lỵ huyện này đóng ở số 109 đường Hạc Thành Đông, trấn Hạc Thành. Huyện Thanh Điền có các đơn vị hành chính trực thuộc gồm 10 trấn, 21 hương.